# Туркменска съветска социалистическа република
Туркменската съветска социалистическа република е една от републиките на Съветския съюз. Образувана е на 7 август 1921 година като Туркменска АССР. На 13 май 1925 е преобразувана в Туркменска ССР, а на 27 октомври 1991 обявява своята независимост.